# 洪氏宗祠（敬本堂）
30°01′53″N 118°48′26″E / 30.03139°N 118.80722°E
洪氏宗祠位于中国安徽省黄山市歙县三阳乡叶村，已列为全国重点文物保护单位。

## 历史
洪氏“敬本堂”又名“世光第”，为洪氏支祠，相传为洪氏六兄弟筹建，俗称“六奉堂”。始建于明嘉靖三十三年（1554年），清嘉庆十二年（1807年）、光绪二十三年（1897年）数次重修。1949年以后曾改为学校。

## 建筑
洪氏宗祠坐北朝南，前后三进进深28.65米，面阔均为五间16.2米，建筑面积540方米，由门坊、享堂、寝堂和门廊、两庑组成，保存完整，雕饰精美。
门坊青砖砌筑，四柱三间五凤楼式，歇山顶。上坊和下坊之间有砖雕，正面字牌上刻“恩宠”、“世光第”字样，后面悬挂洪道远为其母祝寿的“婺焕稀龄”的金字寿匾。砖雕门罩精美。门厅后为天井，青石板铺砌。
正厅（享堂）为五开间，悬“敬本堂”匾额，人民公社时期为生产队大会堂。梁坊、雀替等处均雕有花草图案。
后进天井狭窄，寝堂二层五开间，供奉洪氏祖先神位，有“五世同堂”、“望重老传”、“进士”、“贡士”、“神所凭依”等匾额。

## 保护
2013年3月5日，洪氏宗祠公布为第七批全国重点文物保护单位，编号7-1049-3-347。